# Charlotte Ueckert
Charlotte Ueckert (* 22. Juli 1944, in Oldenburg (Oldenburg), geb. Hanßmann) ist eine deutsche Schriftstellerin und Lyrikerin.

## Leben
Charlotte Ueckert verbrachte ihre Kindheit und Jugend in Oldenburg und in Delmenhorst. Ihr Vater war evangelisch-lutherischer Pastor, der früh verstarb. Sie wuchs zusammen mit ihrer Mutter und zwei jüngeren Geschwistern auf. Nach dem Abitur an einem neusprachlichen Gymnasium absolvierte sie in Hamburg eine Ausbildung zur Bibliothekarin und studierte dort Psychologie, Literaturwissenschaft und Kunstgeschichte. Ihre Magisterarbeit schrieb sie über Sarah Kirsch. Als wissenschaftliche Mitarbeiterin an der Universität Hamburg arbeitete sie in den Bereichen Exilliteratur und Nachkriegsliteratur. Seit 1979 veröffentlicht Charlotte Ueckert Lyrikbände sowie Biographien und gab mehrere Anthologien heraus. Charlotte Ueckert ist Mitglied des P.E.N. und Ehrenmitglied der Europäischen Autorenvereinigung Die Kogge. Lese- und Vortragstätigkeit, Schreibwerkstätten. 2021 schrieb Charlotte Ueckert verschiedene Vorworte für die Reihe „Perlen der Literatur“ im Input-Verlag Hamburg, u. a. zu Christian Morgenstern, Walter Benjamin, Elisabeth Langgässer, Franz Kafka und Franz Werfel.

## Werke
- Berühmte Frauen der 50er und 60er Jahre Edition Karo Literaturverlag Josefine Rosalski, Berlin 2024, ISBN 978-3-945961-37-7.
- Bei die Fische. Erzählungen. Pop Verlag, Reihe Epik, Ludwigsburg 2023, ISBN 978-3-86356-381-3.
- Andere Wesen. Neue Poesie. Edition Karo Literaturverlag Josefine Rosalski, Berlin 2023, ISBN 978-3-945961-29-2.
- Künstler und Entdecker in der Südsee. Meine Reise zu den Zielen von Cook, Gauguin und Stevenson. Reiseerzählung. Edition Karo, Berlin 2021, ISBN 978-3-945961-21-6.
- DAS MEER UND DER NORDEN. Streifzüge von Küste zu Küste. Literaturverlag Josefine Rosalski, Edition Karo, Berlin 2020, ISBN 978-3-945961-14-8.
- NACH ALPHABET GESAMMELT aus vierzig Jahren. Gedichte. Pop Verlag, Ludwigsburg 2019, ISBN 978-3-86356-267-0.
- mit Joachim Beckmann: Cuxland. Zwischen Weser und Elbmündung. Gmeiner-Verlag, 2018, ISBN 978-3-8392-2195-2.
- Die Fremde aus Deutschland. Kurzprosa und Reiseberichte. Pop-Verlag, Ludwigsburg 2017, ISBN 978-3-86356-159-8.
- Christina von Schweden: Ich fürchte mich nicht: Leben und Lieben einer Unbeugsamen. Edition Karo, 2016, ISBN 978-3-945961-02-5.
- Einstimmen. Gedichte. Pop Verlag, Ludwigsburg 2015, ISBN 978-3-86356-114-7.
- Oldenburger Land – neu erlebt. Meiner-Verlag, Meßkirch 2014. (Neuauflage 2022, ISBN 978-3-8392-0162-6)
- Ein Reh auf der Chaussee. (= Lyrik der Gegenwart. 36). Edition Art Science, St. Wolfgang 2013, ISBN 978-3-902864-27-7.
- Die Erben der Etrusker. Literarische Reisebilder aus Latium und der Toskana. Edition Karo, Berlin 2013, ISBN 978-3-937881-39-3.
- Mitlesebuch 104. Aphaia Verlag, Berlin 2012.
- Nach Italien. Liebesgeschichten von anfangs und später. Pop Verlag, 2012, ISBN 978-3-86356-028-7.
- Dein Haar ist mein Nest. Gedichte. Fixpoetry Verlag, Hamburg 2011, ISBN 978-3-942890-01-4.
- mit Manfred Chobot (Hrsg.): Der Jaguar im Spiegel : ein Kogge-Lesebuch 2010. Pop Verlag, Ludwigsburg 2009, ISBN 978-3-937139-93-7.
- Nördlich von Rom. Gedichte mit Fotos von Klaus Raasch. Ed. Raasch, Hamburg 2010, ISBN 978-3-927840-59-1.
- Hamburgerinnen. Eine Frauengeschichte der Stadt. EVA, Hamburg 2008, ISBN 978-3-434-52581-3.
- Paula Modersohn-Becker. (= rororo-Monographie). Rowohlt, Reinbek 2007, ISBN 978-3-499-50567-6.
- Niki de Saint Phalle: Magierin der runden Frauen. Philo & Philo Fine Arts, Hamburg 2007, ISBN 978-3-86572-540-0.
- Ortsgespräch. Ed. Raasch, Hamburg 2006, ISBN 3-927840-55-6.
- Schwerelos. Gedichte. Grupello-Verlag, Düsseldorf 2002, ISBN 3-933749-90-5.
- Orte des Glücks. Europ. Verlag-Anst., Hamburg 2002, ISBN 3-434-50494-X.
- Margarete Susman und Else Lasker-Schüler. Europ. Verlag-Anst., Hamburg 2000, ISBN 3-434-50212-2.
- Über Dächer fliegen. Literarische Miniaturen. Ferber, Köln 1999, ISBN 3-931918-31-9.
- Italienische Blätter. Ed. Raasch, Hamburg 1999, ISBN 3-927840-51-3.
- Kein Horizont zu weit. Gedichte. Dölling und Galitz, Hamburg, ISBN 3-926174-28-5.
- In der Wildnis der Vororte. Gedichte. Rospo, Hamburg 1995, ISBN 3-930325-05-5.
- Englische Hymne. Gedichtleporello im Handsatz. Verlag Schwarze Kunst, Hamburg 1993.
- Finnisch singen. Lyrische Prosa. Verlag Schwarze Kunst, Hamburg 1989.
- als Hrsg.: Fremd in der eigenen Stadt. Erinnerungen jüdischer Emigranten aus Hamburg. Junius, Hamburg 1989.
- als Hrsg.: Hamburg Menschen wie Schiffe. Großstadtgeschichten. Junius, Hamburg 1989.
- Den Jaguarschrei üben. Gedichte. Dölling und Galitz, Hamburg 1988.
- mit Joachim Bäßmann (Hrsg.): Nur ich bin für die Jahreszeit zu kühl. Hamburger Lyriker zum Thema Natur. Kabel, Hamburg 1981.
- Als wär ich hier nicht fremd. Gedichte. A.Lehmann, Gerbrunn 1979. (2. Aufl. 1983).